# Erick Gil
Erick José Gil Antunez (Miguel Hidalgo, Distrito Federal, México, 1 de octubre de 1998) es un futbolista mexicano, juega como portero y actualmente se encuentra Sin Equipo.

## Estadísticas

### Clubes
Actualizado al último partido jugado el 10 de abril de 2022.
| C. F. Cuautitlán · México                                                     | 3.ª                 | 2015                | 3  | 0 | - | - | - | - | 3  | 0 | 0,00 |
| C. F. Cuautitlán · México                                                     | Total               | Total               | 3  | 0 | 0 | 0 | 0 | 0 | 3  | 0 | 0,00 |
| Chiapas F. C. Premier · México                                                | 3.ª                 | 2016                | 12 | 0 | - | - | - | - | 12 | 0 | 0,00 |
| Chiapas F. C. Premier · México                                                | Total               | Total               | 12 | 0 | 0 | 0 | 0 | 0 | 12 | 0 | 0,00 |
| C. D. Cuautla · México                                                        | 3.ª                 | 2018                | 2  | 0 | - | - | - | - | 2  | 0 | 0,00 |
| C. D. Cuautla · México                                                        | 3.ª                 | 2020-21             | 7  | 0 | - | - | - | - | 7  | 0 | 0,00 |
| C. D. Cuautla · México                                                        | Total               | Total               | 9  | 0 | 0 | 0 | 0 | 0 | 9  | 0 | 0,00 |
| Atl. San Francisco · México                                                   | 3.ª                 | 2019-20             | 14 | 0 | - | - | - | - | 14 | 0 | 0,00 |
| Atl. San Francisco · México                                                   | Total               | Total               | 14 | 0 | 0 | 0 | 0 | 0 | 14 | 0 | 0,00 |
| Lobos ULMX · México                                                           | 3.ª                 | 2021-22             | 9  | 0 | - | - | - | - | 9  | 0 | 0,00 |
| Lobos ULMX · México                                                           | 3.ª                 | 2022                | 1  | 0 | - | - | - | - | 1  | 0 | 0,00 |
| Lobos ULMX · México                                                           | Total               | Total               | 10 | 0 | 0 | 0 | 0 | 0 | 10 | 0 | 0,00 |
| Total en su carrera                                                           | Total en su carrera | Total en su carrera | 48 | 0 | 0 | 0 | 0 | 0 | 48 | 0 | 0,00 |
| (1) Incluye datos de Copa México. (3) No incluye goles en partidos amistosos. |                     |                     |    |   |   |   |   |   |    |   |      |